# Kim Wonyong
Kim Wonyong (김원용, 1922-1993) est un archéologue coréen et aussi un historien d’art. Son nom est « Kim » et son prénom « Wonyong ».
Il a contribué au développement de nouvelles méthodes d'archéologie en Corée du Sud après la décolonisation. Il est le premier à avoir mené des recherches sur la chronologie de la poterie coréenne. Il a systématisé les nouveaux savoirs archéologiques en Corée du Sud.

## Publications
- Recent Archeological Discoveries in the Republic of Korea
- Traditional Korean Art
- Korean Art Treasures

## Prix et distinctions
- Prix de la culture asiatique de Fukuoka (1992)